# Sarcophilus
Sarcophilus Cuvier, 1837 è un genere di marsupiali della famiglia dei Dasiuridi.
Al genere vengono attualmente ascritte tre specie:
- Sarcophilus harrisii
- Sarcophilus laniarius †
- Sarcophilus moornaensis †

In passato, veniva classificata anche una quarta specie, Sarcophilus prior De Vis, 1883, ma l'analisi dei resti ossei appartenenti a questa specie ha dimostrato una sua maggiore affinità ai vombatidi (ed in particolare al genere Vombatus) che ai dasiuridi in generale.

Delle tre specie rimaste, due (S. laniarius e S. moornaensis) sono conosciute in base a resti fossili ritrovati in Australia continentale, dove vissero durante il Pleistocene, mentre una (S. harrisii), un tempo vissuta anche in Australia continentale, vive ancora oggi, confinata in Tasmania.
L'attuale diavolo orsino è più piccolo rispetto alle specie congeneri estinte (Sarcophilus laniarius pesava fino a 10 kg in più). Non sono ancora chiari i rapporti di parentela fra le tre specie: mentre la maggioranza della comunità scientifica ritiene che si tratti di specie differenti che dovettero coesistere durante il Pleistocene, alcuni studiosi ritengono che S. harrisii e S. laniarius altro non siano che due popolazioni di dimensioni differenti di una stessa specie (al punto che alcuni classifichino S. harrisii come sottospecie di S. laniarius, col nome di Sarcophilus laniarius harrisii).